# Aporrhais pesgallinae
Aporrhais pesgallinae (nomeada, em inglês, African pelican's-foot; na tradução para o português, "pé-de-pelicano-africano") é uma espécie de molusco gastrópode marinho do leste do Atlântico, pertencente à família Aporrhaidae, na ordem Littorinimorpha. Foi classificada por Barnard, em 1963, no gênero Aporrhais da Costa, 1778; com seu nome de espécie derivado de Aporrhais pespelecani (Linnaeus, 1758), a espécie-tipo. É nativa de profundidades da zona nerítica, na costa oeste da África, entre o estreito de Gibraltar e a Namíbia, ao sul.

## Descrição da concha
Conchas dotadas de constituição frágil, chegando até 5 centímetros de comprimento, quando desenvolvidas; de espiral moderadamente alta e cônica, com voltas dotadas de uma área mais alta, por vezes com tubérculos, no caso de sua volta final, com duas áreas mais altas, e com suturas (junção entre as voltas) muito impressas. O lábio externo possui uma expansão alar, mais ou menos desenvolvida e característica, dotada de três projeções pontudas, curvas e longas; com seu canal sifonal, por vezes alongado, sendo tomado por uma quarta projeção. A coloração é esbranquiçada, amarelada, alaranjada ou salmão. Interior e columela brancos. Opérculo muito pequeno, córneo e elipsoidal, com bordas lisas.

## Habitat e hábitos
Aporrhais pesgallinae é encontrado em habitats bentônicos com areia.